# Beaver River (ancienne circonscription fédérale)
Pour les articles homonymes, voir Beaver River et Beaver.
Beaver River fut une circonscription électorale fédérale de l'Alberta, représentée de 1988 à 1997.
La circonscription de Beaver River a été créée en 1987 avec des parties de Pembina et de Vegreville. Abolie en 1996, elle fut redistribuée parmi Athabasca et Lakeland.

## Députés
1. 1988-1989 — John Dahmer, PC
2. 1989-1997 — Deborah Grey, PR

- PC = Parti progressiste-conservateur
- PR = Parti réformiste du Canada